# Красноказарменная набережная
Красноказа́рменная на́бережная (название с 1930-х годов либо до 1917 года) — набережная в Юго-Восточном административном округе города Москвы на территории района Лефортово.

## История
Набережная получила своё название в 1930-х годах (по другим данным — до 1917 года) по близости к Красноказарменной улице, в свою очередь названной по первоначальному цвету стен казарм, занимавших здания служб бывшего Екатерининского дворца и выстроенных их красного кирпича.
В 1968 году на набережной была установлена композиция «Серп и молот» выполненная скульптором Н. И. Брацуном из кованного алюминия. Ранее эта композиция находилась у Кремлёвского Дворца съездов как элемент праздничного оформления к 50-летию Октябрьской революции. В первой половине 2000-х годов при строительстве Лефортовского тоннеля композиция была демонтирована.

## Расположение

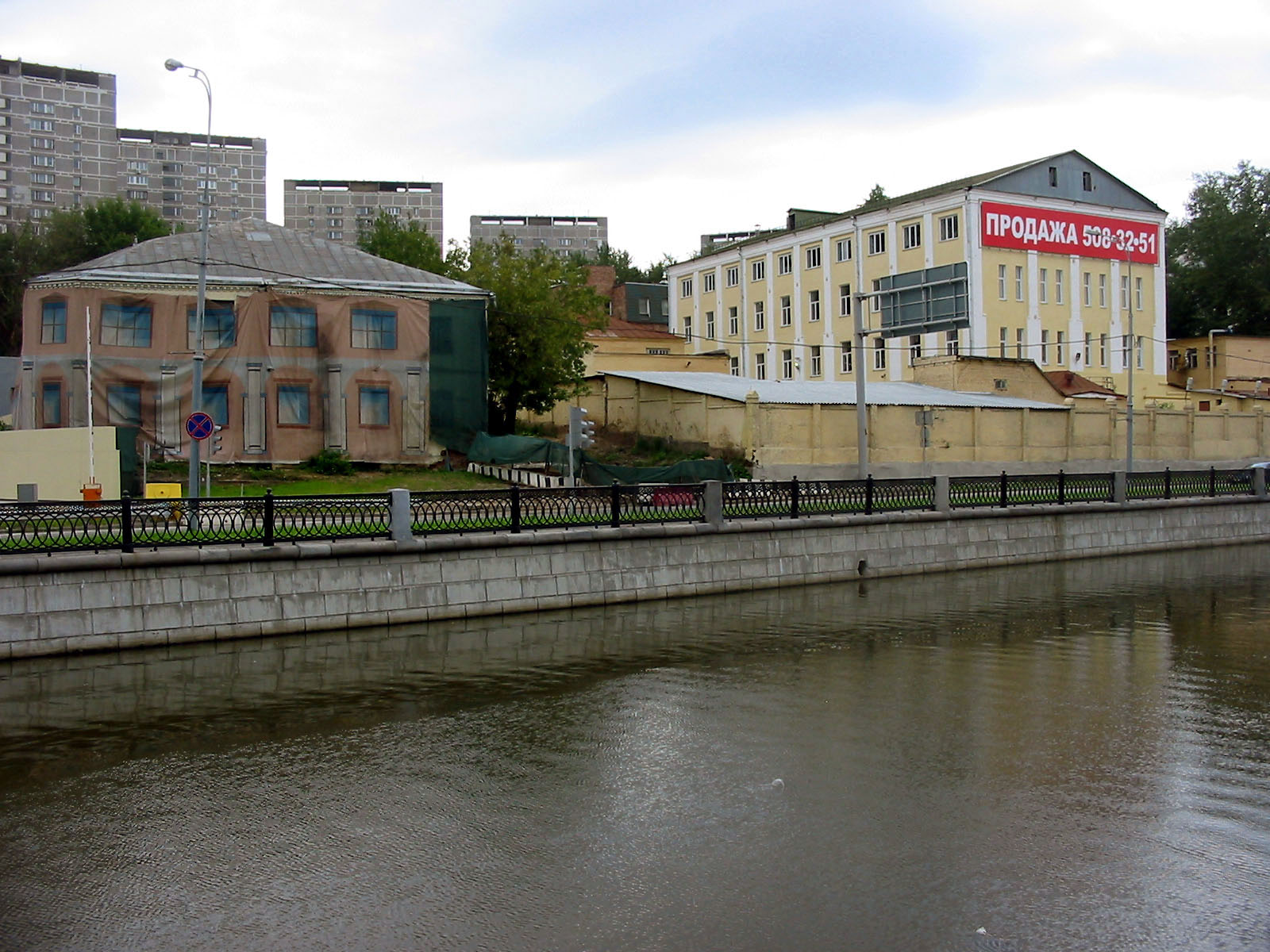
Красноказарменная набережная (вид с набережной Академика Туполева)

Красноказарменная набережная расположена на левом берегу реки Яузы и, являясь продолжением Золоторожской набережной, проходит от Самокатной улицы и пешеходного Салтыковского моста на восток, поворачивает на северо-восток, проходит под Новолефортовским мостом Третьего транспортного кольца и проходит до Красноказарменной улицы и Лефортовского моста, за которыми продолжается как Головинская набережная. Между Красноказарменной набережной, Красноказарменной улицей и Третьим транспортным кольцом расположена Красноказарменная площадь, которую пересекает Волочаевская улица. По правому берегу Яузы параллельно Красноказарменной набережной проходит набережная Академика Туполева. На набережной организовано одностороннее движение в направлении от Самокатной улицы к Красноказарменной улице.

## Транспорт

### Наземный транспорт
По Красноказарменной набережной не проходят маршруты наземного общественного транспорта. У северо-восточного конца набережной расположены остановки «Лефортовский мост» трамваев № 24, 37, 50 (на Красноказарменной улице), 43 (на Красноказарменной площади и на Красноказарменной улице), 45 (на Красноказарменной площади), автобуса № 730 (на Красноказарменной площади и на Красноказарменной улице), автобуса № т24 (на Красноказарменной улице), юго-восточнее улицы — остановка «Красноказарменная набережная» автобуса № 125, автобуса № 730 (на Красноказарменной площади), трамваев № 43, 45 (на Волочаевской улице).

### Метро
- Станция метро «Бауманская» Арбатско-Покровской линии — севернее набережной, на пересечении Бауманской улицы с Бакунинской и Спартаковской улицами.
- Станции метро «Курская» Арбатско-Покровской линии, «Курская» Кольцевой линии, «Чкаловская» Люблинско-Дмитровской линии (соединены переходами) — западнее набережной, на площади Курского Вокзала на улице Земляной Вал (станции «Курская» Арбатско-Покровской линии, «Курская» Кольцевой линии и «Чкаловская»), на Нижнем Сусальном переулке (станции «Курская» Арбатско-Покровской линии и «Курская» Кольцевой линии).
- Станция метро «Лефортово» Большой кольцевой линии — северо-восточнее набережной, на пересечении Солдатской улицы с 1-м Краснокурсантским проездом и Солдатским переулком, на Солдатской улице у примыкания к ней Наличной улицы.
- Станции метро «Площадь Ильича» Калининской линии и «Римская» Люблинско-Дмитровской линии (соединены переходом) — южнее набережной, на площади Рогожская Застава на пересечении улиц Золоторожский Вал и Рогожский Вал с Международной улицей, Рабочей улицей, улицей Сергия Радонежского, Школьной улицей и бульваром Энтузиастов.